# Relations entre la Colombie et l'Équateur
Les relations entre la Colombie entre l'Équateur sont des relations internationales s'exerçant entre les deux États sud-américains de Colombie et d'Équateur.

## Histoire des relations colombo-équatoriennes

### Origines
Elles remontent au XVIe siècle lorsque les colons de l'Empire espagnol s'installent en Amérique du Sud. Les deux pays partageaient une histoire commune sous la Grande Colombie de Simón Bolívar, dissoute au XIXe siècle. Les deux États se reconnaissent officiellement à travers le traité de Pasto en décembre 1831.

### Époque contemporaine

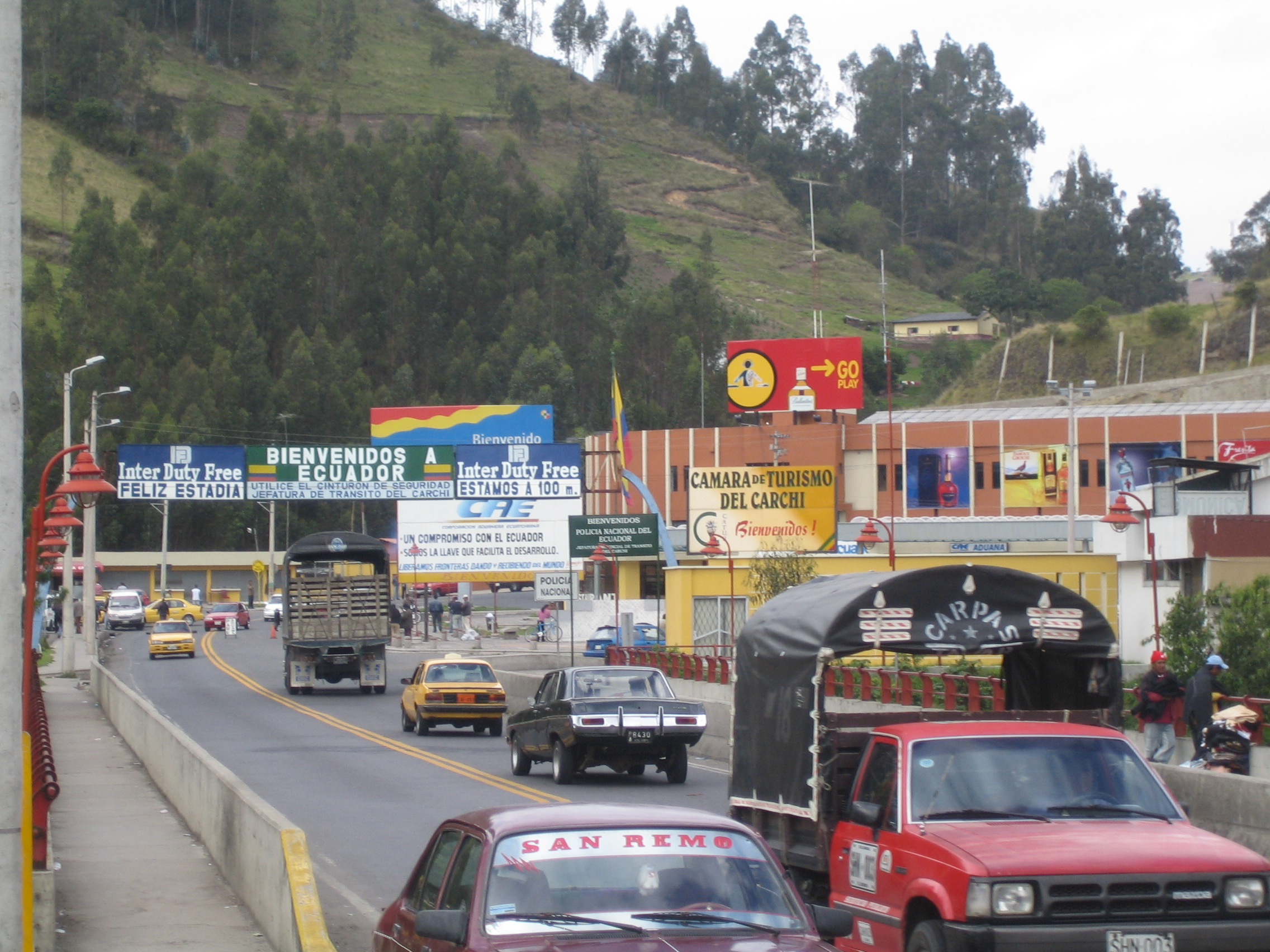
La frontière colombo-équatorienne sur la route panaméricaine en 2005.

#### Crise diplomatique de 2008
Le 1er mars 2008, l'armée colombienne attaque les FARC près de la frontière avec l'Équateur lors de l'opération Phénix qui résulta en la mort de Raúl Reyes.
Éclate alors une crise diplomatique avec l'Équateur, qui mobilise ses troupes. Le gouvernement colombien annonce en revanche qu'il ne mobilisera pas son armée.
Le 6 juin 2008, les relations diplomatiques sont restaurées et les tensions s'apaisent.